# Brahui

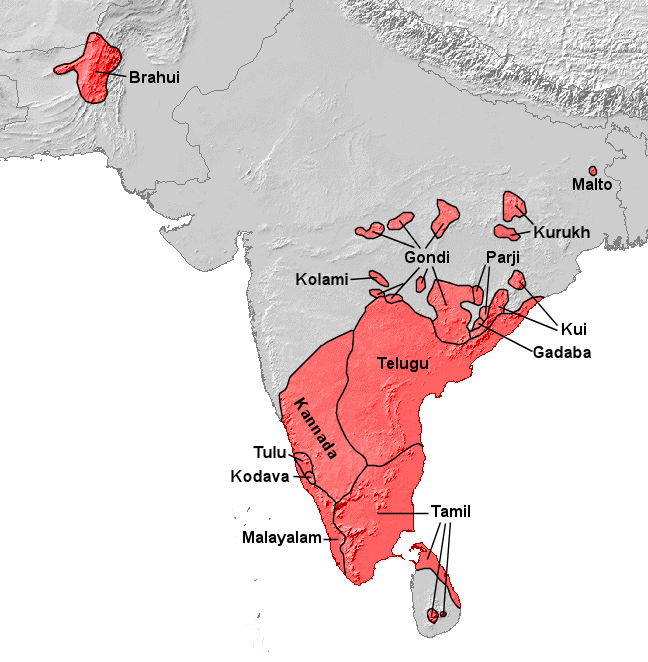
Llengües dravídiques; la zona del brahui a dalt a l'esquerra

El brahui és una llengua parlada al Balutxistan, que és una província del Pakistan. Té més de 2 milions de parlants i és la llengua dels brahuis, un dels pobles balutxis.
Pertany a la branca septentrional de les llengües dravídiques. És un idioma molt aïllat, car la zona més propera on es parla un idioma emparentant amb el brahui es troba a més de 1.500 km al sud-est. A causa del seu aïllament el brahui té moltes paraules manllevades al balutxi.

## Variants
El kalat és la forma dialectal principal, els altres dos dialectes es coneixen com a jharawan i sarawan.

## Escriptura
El brahui s'escriu amb alfabet persa, variant oriental de l'alfabet àrab. També hi ha una forma d'escriure brahui en caràcters llatins.